# (73693) Dorschner
(73693) Dorschner (1991 RQ3) – planetoida z grupy pasa głównego asteroid okrążająca Słońce w ciągu 5 lat i 164 dni w średniej odległości 3,1 j.a. Została odkryta 12 września 1991 roku.